# Isla Brooklyn
La isla Brooklyn es una isla 4 km de longitud, situada 1,6 km al sur de la Isla Nansen en la parte oriental de la Bahía Wilhelmina, frente a la costa occidental de Tierra de Graham. Fue descubierta por la Expedición Antártica Belga bajo el mando de Gerlache, 1897-99, y bautizada con el nombre de Brooklyn, Nueva York, hogar del Dr. Frederick Cook, miembro estadounidense de la expedición que ejerció de cirujano, antropólogo y fotógrafo.

## Reclamaciones territoriales
Argentina incluye a la isla en el departamento Antártida Argentina dentro de la provincia de Tierra del Fuego, Antártida e Islas del Atlántico Sur; para Chile forma parte de la comuna Antártica de la provincia Antártica Chilena dentro de la Región de Magallanes y de la Antártica Chilena; y para el Reino Unido integra el Territorio Antártico Británico. Las tres reclamaciones están sujetas a las disposiciones del Tratado Antártico.
Nomenclatura de los países reclamantes: 
- Argentina: isla Brooklyn
- Chile: isla Brooklyn
- Reino Unido: Brooklyn Island